# 卡爾佩拉 (加利福尼亞州)
卡爾佩拉（英語：Calpella）是位於美國加利福尼亞州門多西諾縣的一個人口普查指定地區。

## 地理
卡爾佩拉的座標為39°14′01″N 123°12′14″W / 39.23361°N 123.20389°W，而該地最高點為海拔高度208米（即682英尺）。

## 人口
根據2010年美國人口普查的數據，卡爾佩拉的面積為6.634平方千米，當中陸地面積為6.572平方千米，而水域面積為0.062平方千米。當地共有人口679人，而人口密度為每平方千米102人。